# Urcy
Urcy település Franciaországban, Côte-d’Or megyében. Lakosainak száma 145 fő (2022. január 1.). Urcy Fleurey-sur-Ouche, Arcey, Gergueil és Valforêt községekkel határos.

## Népesség
A település népessége az elmúlt években az alábbi módon változott:
| Lakosok száma | 63   | 65   | 83   | 130  | 153  | 153  | 153  | 149  | 147  | 145  |
|               | 1968 | 1982 | 1990 | 2006 | 2013 | 2015 | 2017 | 2019 | 2020 | 2022 |